# Greatest Hits (album de Mis-Teeq)
Greatest Hits este cel de-al doilea album de compilație al grupului muzical britanic Mis-Teeq. Acesta a fost lansat doar în Regatul Unit și cuprinde cele mai mari succese muzicale ale formației. Materialul a obținut locul 28 în UK Albums Chart.

## Lista cântecelor
Ediția standard
1. „Scandalous”
2. „My Song”
3. „All I Want”
4. „All In One Day”
5. „Can't Get It Back”
6. „How Does It Feel”
7. „Best Friends”
8. „Why?”
9. „Just For You”
10. „Style”
11. „B With Me”
12. „Home Tonight”
13. „Roll On”
14. „One Night Stand”
15. „Shoo Shoo Baby”

Ediția specială cuprinde cele 15 cântece și videoclipurile pieselor:
1. „All I Want”
2. „One Night Stand”
3. „B With Me”
4. „Roll On/This Is How We Do It”
5. „Scandalous”
6. „Can't Get It Back”
7. „Style”
8. „Why?”

## Clasamente
| Clasament      | Poziția maximă | Referință |
| -------------- | -------------- | --------- |
| UK Album Chart | 28             | [ 2 ]     |